# Miyanku
Miyanku är en ort i Azerbajdzjan.   Den ligger i distriktet Masallı Rayonu, i den sydöstra delen av landet, 200 km sydväst om huvudstaden Baku. Miyanku ligger 27 meter över havet och antalet invånare är 1 278.
Terrängen runt Miyanku är platt åt nordost, men åt sydväst är den kuperad. Runt Miyanku är det ganska tätbefolkat, med 120 invånare per kvadratkilometer.. Närmaste större samhälle är Arkewan, 13,4 km norr om Miyanku.
Trakten runt Miyanku består till största delen av jordbruksmark.